# Johann Bernhard Merian
Johann Bernhard Merian (* 28. September 1723 in Liestal bei Basel; † 12. Februar 1807 in Berlin) war ein Schweizer Philosoph und Direktor der Philologischen Klasse der Preußischen Akademie der Wissenschaften sowie ab 1797 ständiger Sekretar der Akademie.

## Leben und Wirken
Merian studierte bereits als Jugendlicher Philologie und Philosophie an der Universität Basel und wurde 1740 promoviert. Nach vergeblichen Versuchen eine Stelle an einer Universität zu erhalten, studierte er Theologie und nahm anschließend Stellen als Hauslehrer und Hofmeister in Lausanne und Amsterdam an. 1749 schlug Maupertuis ihn als Mitglied der Preußischen Akademie der Wissenschaften vor, aufgrund dieses Vorschlages wurde er 1750 zum ordentlichen Mitglied der Akademie gewählt. 1757 wurde er Bibliothekar der Akademie und 1769 Inspektor und Professor für Philosophie am Französischen Gymnasium, das enge Beziehungen zur Preußischen Akademie unterhielt. Von 1771 bis 1797 war er Direktor der Philologischen Klasse der Akademie. Da ab 1759 die Akademie nicht mehr von einem Präsidenten geleitet wurde (dieses Amt wurde erst wieder 1939 eingeführt), bestimmten bis zur Akademiereform 1812 die Direktoren der Klassen die Geschäfte der Akademie.
Seit 1773 war er außerdem als Visitator am Joachimsthalschen Gymnasium tätig. Von 1797 bis zu seinem Tod 1807 war er ständiger Sekretar der Akademie.
Wissenschaftlich arbeitete Merian vor allem auf dem Gebiet der Philosophie. So setzte er sich in seinen ca. fünfzig philosophischen Abhandlungen, die in Französisch publiziert wurden, unter anderem mit Schriften von Gottfried Wilhelm Leibniz und Christian Wolff auseinander. Zwischen 1770 und 1780 hielt er eine Vorlesungsreihe zum Molyneux-Problem. Bereits in den 1750er Jahren übersetzte er Schriften von David Hume.